# 主権のパレード
主権のパレード（しゅけんのぱれーど、ロシア語: Парад суверенитетов）は、1988年から1991年にかけて多くのソビエト連邦の構成共和国や自治共和国が、全連邦法が構成共和国法より優先されるというソ連憲法第74条に異議を唱えて主権を宣言し、ソビエト連邦政府と対立した一連の出来事である。各構成共和国や自治共和国の首長らは、ソビエト連邦政府の予算に対する税金の支払いを拒否したり、独自の関税制度を確立したりするなど経済的自立を高める行動を取った。その結果、ソ連国内における地域間の経済的な結びつきが綻んでソ連全体の経済的状況が悪化し、ソ連崩壊の一因となった。

## 背景
1922年のソ連成立以来、ソ連憲法では各構成共和国の主権が憲法の規定内に限って認められてきた。1977年のソ連憲法では、その72条により各構成共和国はソ連から脱退する権利を有していたが、脱退の手続きを規定したソ連の法文が存在せず、特に冷戦期の間は意味の持たない権利であるとの見方が支配的であった。
構成共和国は、諸外国との関係を持ったり、国際機関の活動に参加することが可能であったが、実際には、ソビエト連邦共産党による一党独裁制の下では重要な政治的、経済的な決定は専らソ連共産党政治局の指導の下行われていた。構成共和国や自治共和国などの自治体もソ連の憲法や法律に従って組織された。

## 構成共和国の主権宣言と独立宣言
1988年6月17日、ソビエト連邦共産党の第19回党大会においてエストニア共産党代表団はソ連の公共・政治・経済の全領域における権限を各構成共和国に移管する形での地方分権を提案した。
11月16日、エストニア最高会議はエストニアの法が全連邦法より優先されることを記した国家主権宣言を採択した。この主権宣言はソ連構成共和国の中でも最初のものであった。1989年5月26日にはリトアニア、7月28日にはラトビア、9月23日にはアゼルバイジャンの最高会議で国家主権宣言が採択された。
1990年1月、ナゴルノ・カラバフ自治州を巡るアゼルバイジャンとアルメニアの対立を受けて、アゼルバイジャンの首都バクーにソビエト連邦軍が侵攻した黒い一月事件が起こる。これを受けてナヒチェヴァン自治ソビエト社会主義共和国がソ連からの独立を宣言する。この独立宣言はソ連域内で最初のものであった。3月11日、リトアニアにおいてリトアニア国家再建法案の可決によって、1938年のリトアニア憲法の復活とソ連からの脱退が宣言された。これは初めてのソ連の構成共和国による独立宣言であった。これに続き、5月4日にラトビアが、5月8日にエストニアが独立を宣言した。
6月12日には、第一回ロシア・ソビエト社会主義共和国人民代議員大会で国家主権宣言が採択され、ロシア・ソビエト社会主義共和国でも全連邦法よりロシアの法が優位にあることが規定された。その後、国家主権宣言は1990年12月までにソ連のすべての構成共和国の最高会議によってなされることとなる。
一方で、ソ連のゴルバチョフ大統領は1922年のソビエト連邦結成条約（連邦条約）に代わる新連邦条約の草案を提唱し、1990年12月3日にソ連最高会議はその草案を支持した。新連邦条約では、従来の連邦条約より緩やかで、より各構成主体に分権化された国家連合が目指されていた。1991年3月17日には新連邦条約を締結するための布石として、連邦制維持の賛否を問う国民投票が投票をボイコットしたエストニア、ラトビア、リトアニア、ジョージアとモルドバ、アルメニアを除いた各共和国で行われ、投票者の76.4%が連邦制維持に賛成票を投じることとなった。その後の1991年春から夏にかけて新連邦条約の発効が目指された動きはノヴォ・オガリョボプロセスと呼ばれた。
新連邦条約の内容は1991年8月15日に確定し、連邦の構成主体がそれぞれの国家構造・政府当局・行政機構を独立して決定することやその一部を他の条約調印国に委任できることなどが規定された。1991年8月20日には新連邦条約にロシア、ベラルーシ、カザフスタン、ウズベキスタン、タジキスタンが調印することとなっており、秋にはさらにアゼルバイジャン、キルギス、トルクメニスタン、ウクライナが調印することとなっていた。つまり、3月の投票に参加せず既に独立していた6カ国を除いたソ連の全構成主体によって調印される予定となっていたのである。しかし、ソ連8月クーデターによって調印は延期されることとなる。
ソ連8月クーデターの後、ゴルバチョフは権力を失いはじめ、ロシア・ソビエト社会主義共和国のエリツィンをはじめとするソ連構成共和国の指導者が力を持つようになった。9月6日、ソ連政府はバルト三国（エストニア、ラトビア、リトアニア）の独立を正式に承認した。結局、新連邦条約は11月に条約案が同意され、ソ連の主権国家連邦への改称が予定されたが、12月1日の1991年ウクライナ独立住民投票で独立が賛成多数となってロシア大統領のエリツィンがウクライナ独立を承認したことで頓挫した。これは、調印国にスラブ系の共和国が2つ（ロシアとベラルーシ）しかなく、残りはムスリム系の民族の共和国となることになるため、エリツィンが条約に調印することに同意しなくなったためだとされている。
また、ジョージアの一部である南オセチア自治州およびアブハズ自治ソビエト社会主義共和国と、モルドバの一部である沿ドニエストル・モルダビア・ソビエト社会主義共和国（沿ドニエストルに1990年6月創設）およびガガウズ・自治ソビエト社会主義共和国（現在のガガウズ自治区に1989年11月に創設）はそれぞれジョージアやモルドバの独立を認めず、ソ連の一部として留まり続ける動きが起こった。
12月8日、ロシアとベラルーシ、ウクライナが独立国家共同体の設立に関する協定（ベロヴェーシ合意）によりソビエト連邦の消滅と独立国家共同体（CIS）の設立を宣言した。12月21日にはアルマ・アタ宣言によってバルト三国とジョージアを除く旧ソ連構成共和国が独立国家共同体の加盟国となった。
12月16日のカザフスタンの独立宣言を最後に加盟国を失ったソ連では、12月25日にゴルバチョフが大統領職を辞任、翌26日に最高会議上層部の共和国会議がソビエト連邦を正式に解散した。

### 各構成共和国の主権宣言と独立宣言の日付
| 構成共和国                               | 主権宣言       | 国号変更                              | 独立宣言       | 独立承認       |
| ---------------------------------------- | -------------- | ------------------------------------- | -------------- | -------------- |
| エストニア・ソビエト社会主義共和国       | 1988年11月16日 | 1990年5月8日： エストニア共和国       | 1991年8月20日  | 1991年9月6日   |
| リトアニア・ソビエト社会主義共和国       | 1989年5月26日  | 1990年3月11日： リトアニア共和国      | 1990年3月11日  | 1991年9月6日   |
| ラトビア・ソビエト社会主義共和国         | 1989年7月28日  | 1990年5月4日： ラトビア共和国         | 1990年5月4日   | 1991年9月6日   |
| アゼルバイジャン・ソビエト社会主義共和国 | 1989年10月5日  | 1991年2月5日： アゼルバイジャン共和国 | 1991年8月30日  | 1991年12月26日 |
| グルジア・ソビエト社会主義共和国         | 1990年5月26日  | 1990年11月14日： グルジア共和国       | 1991年4月9日   | 1991年12月26日 |
| ロシア・ソビエト連邦社会主義共和国       | 1990年6月12日  | 1991年12月25日： ロシア連邦           | 1991年12月12日 | 1991年12月26日 |
| ウズベク・ソビエト社会主義共和国         | 1990年6月20日  | 1991年8月31日： ウズベキスタン共和国  | 1991年8月31日  | 1991年12月26日 |
| モルダヴィア・ソビエト社会主義共和国     | 1990年6月23日  | 1991年5月23日： モルドバ共和国        | 1991年8月27日  | 1991年12月26日 |
| ウクライナ・ソビエト社会主義共和国       | 1990年7月16日  | 1991年8月24日： ウクライナ共和国      | 1991年8月24日  | 1991年12月26日 |
| 白ロシア・ソビエト社会主義共和国         | 1990年7月27日  | 1991年9月19日： ベラルーシ共和国      | 1991年12月10日 | 1991年12月26日 |
| トルクメン・ソビエト社会主義共和国       | 1990年8月22日  | 1991年10月27日： トルクメニスタン     | 1991年10月27日 | 1991年12月26日 |
| アルメニア・ソビエト社会主義共和国       | 1990年8月23日  | 1990年8月23日： アルメニア共和国      | 1991年9月21日  | 1991年12月26日 |
| タジク・ソビエト社会主義共和国           | 1990年8月24日  | 1991年8月31日： タジキスタン共和国    | 1991年9月9日   | 1991年12月26日 |
| カザフ・ソビエト社会主義共和国           | 1990年10月25日 | 1991年12月10日： カザフスタン共和国   | 1991年12月16日 | 1991年12月26日 |
| キルギス・ソビエト社会主義共和国         | 1990年12月15日 | 1991年2月5日： キルギスタン共和国     | 1991年8月31日  | 1991年12月26日 |

### 構成共和国以外の独立宣言
全てのソ連の構成共和国が独立して国際的に広く承認された一方で、ソ連から独立した自治共和国や自治州などの自治体はわずかな国家にしか独立が認められずに領土問題を起こすか、独立を失っている。
| ソ連時代の自治体名（民族、所属構成共和国）                                                                 | 国名                                                                                                  | 独立宣言                                                | その後と現在の状況 |
| --- | --- | ------------------------------------------------------- | --- |
| アブハズ自治ソビエト社会主義共和国（アブハズ人、グルジア・ソビエト社会主義共和国）                         | アブハジア共和国                                                                                      | 1992年7月23日                                           | 2022年現在、事実上の独立状態を保つ。ジョージアがアブハジア自治共和国として自国に属すると主張。2018年現在、ロシア連邦など国連加盟国の内5カ国が承認。 |
| 南オセチア自治州（オセット人、グルジア・ソビエト社会主義共和国）                                           | 南オセチア共和国・アラニヤ国                                                                          | 1991年11月28日                                          | 2022年現在、事実上の独立状態を保つ。ジョージアがツヒンヴァリ地域として自国に属すると主張。2018年現在、ロシア連邦など国連加盟国の内5カ国が承認。 |
| モルダヴィア・ソビエト社会主義共和国のドニエストル左岸地域（ロシア人）                                     | 沿ドニエストル・モルドバ共和国                                                                        | 1990年9月2日                                            | 2022年現在、事実上の独立状態を保つ。モルドバが沿ドニエストル地域として自国に属すると主張。国連加盟国の承認はなし。 |
| ナゴルノ・カラバフ自治州とシャウミャノフスク地区（アルメニア人、アゼルバイジャン・ソビエト社会主義共和国） | ナゴルノ・カラバフ共和国（アルツァフ共和国）                                                          | 1990年9月2日                                            | ナゴルノ・カラバフ戦争で旧自治州外まで領域を拡大させるが、2020年ナゴルノ・カラバフ紛争により自治州の領域まで縮小、2022年現在、事実上の独立状態を保つ。アゼルバイジャンが自国に属すると主張。国連加盟国の承認はなし。ただし、アルメニア軍が駐留している。                                                           |
| タタール自治ソビエト社会主義共和国 （ヴォルガ・タタール人、ロシア・ソビエト連邦社会主義共和国）            | タタールスタン・ソビエト社会主義共和国（1992年2月7日まで） · タタールスタン共和国（1992年2月7日以降） | 1991年10月24日                                          | 1991年12月26日に独立国家共同体に加盟する宣言を採択。1992年3月31日のロシア連邦とロシア国内の共和国等との間で結ばれた連邦条約への調印を拒否。しかし、1994年2月15日にタタールスタンはロシア連邦と管轄権の及ぶ範囲の画定と権限の相互委任に関する条約を締結し、独自の権限を持つ代わりにロシア連邦の一構成主体となった。 |
| チェチェン・イングーシ自治ソビエト社会主義共和国 （チェチェン人、ロシア・ソビエト連邦社会主義共和国）      | チェチェン・イチケリア共和国                                                                          | 1991年11月1日                                           | 1994年12月に第一次チェチェン紛争（1996年にハサヴユルト協定で停戦）。1999年、第二次チェチェン紛争により2000年までにチェチェン・イチケリア共和国が瓦解し、ロシアの一構成主体のチェチェン共和国となる。 |
| モルダヴィア・ソビエト社会主義共和国の南西部（ガガウズ人）                                                 | ガガウズ共和国                                                                                        | 1990年8月19日（ソ連から） 1992年10月7日（モルドバから） | 1995年6月19日にモルドバ共和国内のガガウズ自治区として大幅な自治権が付与される。 |
| カラカルパク自治ソビエト社会主義共和国（カラカルパク人、ウズベク・ソビエト社会主義共和国）                 | カラカルパクスタン共和国（1992年以降）                                                                | 1990年12月14日（主権宣言）                              | 1993年1月9日にウズベキスタン共和国内のカラカルパクスタン共和国となる。 |

## ロシア・ソビエト連邦社会主義共和国内での動き
ロシア・ソビエト連邦社会主義共和国（RSFSR）内では、1990年下半期に自治共和国や自治州の主権を宣言する動きが起こった。
RSFSRで構成主体の最高ソビエト会議が主権宣言を行った最初の自治共和国は北オセチア自治ソビエト社会主義共和国（1990年7月20日）であった。その後、カレリアASSR（8月9日）、コミASSR（8月29日）、タタールASSR（8月30日）、ウドムルトASSR（9月20日）、ヤクートASSR（9月27日）、ブリヤートASSR（10月8日）、バシキールASSR（10月11日）、カルムイクASSRとヤマロ・ネネツ自治管区（10月18日）、マリASSR（10月22日）、チュヴァシASSR（10月24日）、ゴルノ・アルタイASSR（10月25日）、トゥヴァASSR（12月12日）がこの動きに追随して主権宣言を行った。
また、一部の自治州や自治共和国では最高会議で自治共和国や共和国への格上げ宣言が行われたり、RFSSRの最高会議で昇格させたりする動きも見られた。この動きでは、アディゲ自治州がアディゲ・ソビエト社会主義共和国（1990年10月5日）、カバルダ・バルカルASSRがカバルダ＝バルカル・ソビエト社会主義共和国（1991年1月31日）、モルドヴィア自治ソビエト社会主義共和国がモルドヴィア・ソビエト社会主義共和国（12月7日）、ダゲスタン自治ソビエト社会主義共和国がダゲスタン・ソビエト社会主義共和国（5月13日）、カラチャイ・チェルケス自治州がカラチャイ・チェルケス・ソビエト社会主義共和国（7月3日）とハカス自治州がハカスソビエト社会主義共和国（7月3日）になるとそれぞれ宣言している。
これらの主権宣言では各共和国が主権の担い手であるとされたが、RSFSRの最高ソビエト会議では自治共和国や自治州の連邦からの離脱について問題提起が行われず、ロシア政府と各共和国との関係は、将来の協定締結に委ねられることとなった。
1991年5月24日にソ連憲法第85条に反して、RSFSR内のすべての自治共和国がソビエト社会主義共和国となるRSFSR憲法の改正が行われた。また、主権を宣言したロシアの自治共和国は主権国家連合に参加する準備を行っていた。
1992年3月31日、ロシア連邦政府とタタールスタンとチェチェン=イングーシを除くほとんど全てのロシア連邦の構成主体（1992年当時）は連邦協定に調印した。1993年12月12日に国民投票が実施されて賛成多数となり、同月25日にロシア連邦憲法が施行された。その第4条では連邦の主権がその全領土に及び、憲法や連邦法も全領土で適用されることが定められている。また連邦条約及び憲法では、ロシア連邦の憲法や法と各構成主体の憲法や法に矛盾がある場合にロシア連邦のものが適用されることが規定された。

### タタールスタン
1990年8月30日、タタール自治ソビエト社会主義共和国の最高会議は国家主権宣言を採択した。この国家主権宣言は他の自治共和国の主権宣言とは異なり、ロシアやソ連に属していることに言及せずに、タタール国内において自国の憲法や連邦法が優位にあることを宣言している。
ソ連崩壊やベロヴェーシ合意を受けて、タタールスタンでは1991年12月26日に独立国家共同体へ加盟することに関する宣言が採択された。その後、1992年3月21日にタタールスタン共和国の地位に関する国民投票が行われた。しかし、この国民投票は実施直前の3月13日にロシアの憲法裁判所によって1978年のロシア憲法に反するという見解が出されていた。
結局1994年3月に、ロシアのエリツィン大統領とタタールスタン大統領のミンチメル・シャイミーエフが権限分割条約に調印し、タタールスタンが独自に、土地や資源の管理、政府機構の構築、予算策定、市民権や外交政策の構築を行う権限があることが決められた。さらに、2007年にも権限分割に関する合意があり、その内容は経済・環境・文化等の議題に関する10年間の決定権が与えられたが、2017年に延長されることなく失効している。

### チェチェン
1991年6月にチェチェン・イチケリア共和国はチェチェン・イングーシASSRからの分離を宣言し、その1か月後に独立を宣言した。しかし、第一次チェチェン紛争や第二次チェチェン紛争の結果、ロシアの構成主体であるチェチェン共和国としてロシアの統治下に戻ることとなった。

## ウクライナ国内での動き

### クリミア
1944年にクリミアの先住民のクリミア・タタール人の追放に伴って廃止されていたクリミア自治ソビエト社会主義共和国の復活を問う投票が1991年1月に行われ、同年2月12日にヴェルホーヴナ・ラーダによって復活した。9月4日には、クリミアの最高会議によってウクライナの一部として留まり続けることを盛り込んだ国家主権宣言が採択された。翌年5月5日にはクリミア共和国の国家独立宣言に関する法律を採択し、翌日にはクリミアをウクライナを構成する国家とし、セヴァストポリをクリミア内の特別市とする憲法を制定した。
一方、ヴェルホーヴナ・ラーダはクリミアの自治権のみを承諾するに留め、4月29日にウクライナの憲法や法律で決められた範囲で自治権を行使できるとしたクリミア自治共和国の地位に関する法律が策定された。この法律は6月にウクライナとクリミア共和国の国家権限の分割に関する法律に改名された。その後、9月に行われたクリミアの憲法改正によって、クリミアの法がウクライナの法に則ったものとなった。
しかし、1994年2月4日に親ロシア派閥「ロシア」の代表ユーリイ・メシュコフがクリミアの大統領に選出されると、5月20日にクリミア共和国の国家としての憲法基盤の回復に関する法律を採択し、1992年9月の憲法改正を取り消した。この動きを受けて、9月21日にヴェルホーヴナ・ラーダでクリミアの自治問題が協議された結果、クリミア共和国はクリミア自治共和国と表記されることが決まった。1995年3月17日、ヴェルホーヴナ・ラーダはクリミア自治共和国の憲法と法律を取り消す法律を採択するとともに、クリミア側の大統領職を廃止した。同日には、クリミア自治共和国に関する法律も採択されている。
1995年11月5日にはクリミアの最高評議会が、大統領や自国の主権を定めず、クリミアの法律発効権を保持した新たなクリミア共和国憲法を採択した。この憲法は、1996年4月4日にヴェルホーヴナ・ラーダで承認された。

## 関連書籍
- К союзу суверенных народов. Сборник документов. Сост. А. И. Доронченков. М.: Институт теории и истории социализма ЦК КПСС, 1991
- Лукашевич Д. А. Юридический механизм разрушения СССР. М., 2016. 448 с.